# Rio-Beni-Springaffe
Der Rio-Beni-Springaffe (Plecturocebus modestus, Syn.: Callicebus modestus) ist eine Primatenart aus der Unterfamilie der Springaffen innerhalb der Familie der Sakiaffen (Pitheciidae).

## Merkmale
Rio-Beni-Springaffen sind wie alle Springaffen relativ kleine, mit einem dichten Fell bedeckte Primaten. Ihr Fell ist rötlichgrau oder graubraun gefärbt, die Pfoten und der Schwanz sind dunkler, eher schwärzlich. Der Kopf ist klein und rund, das Gesicht von einem Kranz rotbrauner Haare umgeben. Der Schwanz ist lang und buschig, er kann nicht als Greifschwanz eingesetzt werden, die Hinterbeine sind lang.

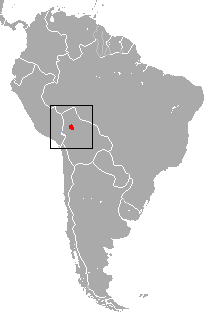
Verbreitungsgebiet entlang des Río Beni im mittleren Bolivien.

## Verbreitung und Lebensraum
Rio-Beni-Springaffen kommen nur in einem kleinen Gebiet entlang des Flusses Río Beni im mittleren Bolivien vor. Das etwa 1800 km² große Verbreitungsgebiet liegt im Südwesten des Departamento Beni. Ihr Lebensraum sind vorwiegend Flusswälder.

## Lebensweise
Über die Lebensweise der Rio-Beni-Springaffen ist wenig bekannt, vermutlich stimmt sie mit der der übrigen Springaffen überein. Sie sind tagaktiv und leben hauptsächlich auf Bäumen. Springaffen leben in monogamen Familiengruppen, die beiden Partner bleiben oft lebenslang zusammen. Sie beanspruchen ein festes Revier, auf das sie ihre Artgenossen mit morgendlichen Duettgesängen hinweisen. Ihre Nahrung setzt sich vorwiegend aus Früchten und in geringerem Ausmaß aus Blättern und Insekten zusammen. Bei den Springaffen beteiligen sich die Väter intensiv an der Jungenaufzucht, sie tragen das Kind und geben es der Mutter nur zum Säugen.

## Gefährdung
Hauptgefahr für die Rio-Beni-Springaffen ist die Zerstörung ihres ohnehin schon kleinen Lebensraumes. Eine geplante Schnellstraße könnte diesen Prozess noch beschleunigen. Die IUCN listet die Art als „stark gefährdet“ (endangered).